# Prokchino (métro de Moscou)
Prokchino (russe : Прокшино) est une station de la Ligne Sokolnitcheskaïa du métro de Moscou, au Russie.